# Distretto di Pécsvárad
Il distretto di Pécsvárad (in ungherese Pécsváradi járás) è un distretto dell'Ungheria, situato nella provincia di Baranya.

## Municipalità
Il distretto conta 17 suddivisioni, rappresentate da una città (Pécsvárad) e 16 villaggi.